# جورج بويلي
جورج بويلي (بالفرنسية: Georges Pouilley)‏ (23 يوليو 1893 – 12 يناير 1958) هو سبّاح فرنسي راحل، مثّل بلاده في الألعاب الأولمبية الصيفية 1920.

## روابط خارجية
جورج بويلي على موقع اللجنة الأولمبية الدولية (الإنجليزية)
- جورج بويلي على موقع أوليمبيديا (الإنجليزية)